# Aleksandr Voïtinski
Aleksandr Sergueïevitch Voïtinski (en russe : Алекса́ндр Серге́евич Войти́нский), né le 11 mars 1961 à Moscou en Union des républiques socialistes soviétiques, est un réalisateur, scénariste, producteur de cinéma et de musique, compositeur et acteur russe.
Il commence sa carrière dans l'audiovisuel par la réalisation et la production de publicités, avant de réaliser cinq longs métrages pour le cinéma entre 2009 et 2016, dont le premier, L'Éclair noir, et le quatrième, Le Fantôme (2015), sont récompensés. En 2020, il est le réalisateur de la seconde saison de la série Metod (en).

## Biographie
Aleksandr Voïtinski étudie à l'université russe d'économie Plekhanov, où il est diplômé en économie internationale. En 1989, il fonde avec Timour Bekmambetov une société de production de films publicitaires pour la télévision. Il réalise et compose la musique de plusieurs centaines de publicités, pour des marques comme Banque impériale (ru), Sprite ou Oriflame. Il est élu en 2000 membre de l'Académie russe de la publicité.
En 1999, Voïtinski participe avec Ivan Chapovalov à la création du groupe de musique pop t.A.T.u.. Il compose leurs titres Югославия (« Yougoslavie » en français) et Скажи, зачем (« Dis-moi pourquoi »). Deux ans après, il produit le groupe de pop rock Zveri (en), et réalise l'intégralité de leurs clips vidéo entre 2003 et 2008.
Aleksandr Voïtinski réalise L'Éclair noir, son premier long métrage sorti en 2009 et produit par Timour Bekmambetov, contant la vie de Dimitri Maïkov, un Russe étudiant le jour et super-héros la nuit. Il réalise quatre millions d'entrées.
En 2011, il crée sa société de production, Молния Пикчерс.
Son quatrième film, Le Fantôme (Prizrak) est récompensé en 2016 de l'Aigle d'or du meilleur acteur pour Fiodor Bondartchouk. Il est également nommé dans les catégories du meilleur acteur en second rôle pour Yan Tsapnik (ru), du meilleur scénario et du meilleur son.

## Filmographie
Sauf indication contraire, les informations mentionnées dans cette section peuvent être confirmées par la base de données cinématographiques IMDb,  présente dans la section « Liens externes ».

### Réalisateur
- 2009 : L'Éclair noir (Чёрная молния, Chornaya Molniya), coréalisé avec Dmitri Kiseliov (en)
- 2010 : Nouvel An (Ёлки, Yolki), coréalisé avec Timour Bekmambetov, Dmitri Kiseliov (en), Yaroslav Chevazhevskiy et Ignas Jonynas (lt)
- 2012 : Jungle (ru) (Джунгли, Djungli)
- 2015 : Le Fantôme (Призрак, Prizrak)
- 2016 : Ded Moroz. Bitva Magov (Дед Мороз. Битва Магов, Ded Moroz. Bitva Magov)
- 2020-2021 : Metod (en), série télévisée, saison 2
- 2023 : Évidemment incroyable (ru) (Очевидное невероятное)
- 2023 : Comme par enchantement (По щучьему велению)

### Producteur
- 2009 : L'Éclair noir (Chornaya Molniya)
- 2010 : Nouvel An (Yolki)
- 2015 : Le Fantôme (Prizrak)
- 2016 : Ded Moroz. Bitva Magov

### Scénariste
- 2010 : Nouvel An (Yolki)
- 2016 : Ded Moroz. Bitva Magov

### Compositeur
- 1994 : La Valse de Peshawar (Peshavarskiy val's) de Timour Bekmambetov
- 2000 : Nashi 90-e (mini-série)

### Acteur
- 2009 : L'Éclair noir (Chornaya Molniya) : Alkogolik